# ادراک گزینشی
ادراک گزینشی (به انگلیسی: selective perception)، تمایلی برای فراموشی سریع و توجه نکردن به انگیزه‌های است که باعث ناراحتی احساسی می‌شود و در تناقض با باورهای قبلی ما قرار دارد؛ مثلاً به دلیل وجود جانب‌گرایی درون-گروهی در صنف، ممکن است معلمی یک شاگرد محبوب داشته باشد. معلم عملکرد ضعیف شاگرد محبوب خود را نادیده می‌گیرد. در حالی‌که ممکن است به پیشرفت شاگردی که برای او کمترین محبوبیت دارد اصلاً توجه نکند.

## مرور اجمالی
ادراک گزینشی فرایندی است که طی آن افراد آنچه را که می‌خواهند درک و نظریاتی را که مخالف آنها است نادیده می‌گیرند. ادراک گزینشی یک اصطلاح گسترده برای شناسایی رفتاری است که تمامی افراد از خود نشان می‌دهند و آنها تمایل دارند تا به «همه چیز» از چارچوب داوری خودنگاه کنند. این فرایند هم‌چنین تشریح می‌نماید که ما چطور معلومات حسی را به گونه‌ای دسته‌بندی و تفسیر می‌نماییم که یک دسته یا تفسیر بر دیگری ترجیح داده می‌شود. به عباره دیگر، ادراک گزینشی نوعی از جانبداری است چون ما معلومات را به نحوی که با ارزش‌ها و عقاید قبلی ما هم‌خوانی داشته باشد تفسیر می‌نماییم. روانشناسان معتقدند که این فرایند به گونه خودکار اتفاق می‌افتد.
ادراک گزینشی در روان‌شناسی ممکن است به هر تعداد سوگیری‌های شناختی گفته شود که در آن انتظارات به نحوی روی ادراک تأثیر می‌گذارد. داوری و تصمیم‌گیری انسان‌ها همواره به وسیله سوگیری‌های مختلف شناختی، ادراکی و انگیزشی منحرف می‌گردد، اما افراد معمولاً قادر به شناسایی سوگیری خود نیستند. هر چند آن‌ها به راحتی می‌توانند سوگیری در داوری دیگران را تشخیص دهند (حتی زیاده روی نمایند). یکی از علت‌هایی که این امر اتفاق می‌افتد ممکن است این باشد که مردم همه روزه با تعداد بیش از حد انگیزه‌ها بمباردمان می‌گردند. باید به همه آن‌ها مساویانه توجه نمایند، از این رو آنها بر اساس نیازهای خودشان برمی‌دارند و انتخاب می‌کنند.
جهت دانستن این که چه زمانی و چرا بخش ویژهٔ از یک صحنه انتخاب می‌گردد. مطالعات حرکات چشم افراد را زمانی‌که آن‌ها برای انجام یک کار مشخص اقدام می‌کنند مورد مشاهده قرار دادند. در این رابطه حس باصره به عنوان یک پروسه فعال عمل می‌نمود و ویژگی‌های صحنه را با حرکات مشخص و هدف محور چشم مورد بررسی قرار می‌داد.
نتیجه چندین مطالعه پیشنهاد می‌نماید که به شاگردان گفته شده بود نوشیدنی‌های الکلی مصرف می‌نمایید (اما در واقع نوشابه‌ها غیرالکلی بودند) خود را «مست» می‌پنداشتند، برخی علائم روانشناختی از استرس اجتماعی نشان دادند و ماشین را همانند افرادی که واقعاً مشروبات الکلی مصرف نموده بودند می‌راندند. نتیجه این مطالعات تا حدودی مشابه اثرات دارونما است.
در یک مطالعه کلاسیک از این موضوع پیرامون مسئله مرتبط به اثر رسانه خصمانه (که خود مثالی از ادراک گزینشی است)، بینندگان یک فیلم سینمایی از بازی فوتبال آمریکایی پرینستون-دارتموث که خیلی خشونت‌آمیز بود را تماشا کردند. تماشاچیان تیم پرینستون تعداد خطاهای انجام شده از جانب تیم دارتموث را تقریباً دوبرابر آنچه هواداران دارتموث گزارش داده بودند، گزارش کردند. یکی از دانش‌آموخته‌های دارتموث متوجه هیچ خطای از جانب دارتموث نشده و اشتباهاً فرض نموده‌است که تنها یک قسمت از فیلم به او فرستاده شده و درخواست فرستادن قسمت باقی‌مانده را نموده‌است.
ادراک گزینشی یک موضوع مورد بحث در تبلیغات بازاریابی نیز است، چون مشتریان با در نظر داشت باورهای اولیه خود در مورد یک براند، بعضی تبلیغات را می‌پسندند و بعضی دیگر را نه.
سیمور سمیت، محقق برجسته در عرصه بازاریابی، شواهدی از ادراک گزینشی را در تحقیقات بازاریابی در اوایل دهه ۱۹۶۰ میلادی دریافت و ادراک گزینشی را این‌گونه تعریف نمود: «فرایندی که مردم بر مبنای آن یک مواد تبلیغی را که فرصت دیدن یا شنیدن آن را دارند می‌پذیرند یا رد می‌کنند. آن‌ها این کار را بخاطر رویه‌ها، باورها، عادات و ترجیحات در استفاده مطلوب و غیره انجام می‌دهند». احتمال ملاحظه تبلیغات از جانب آن‌های که برند را می‌پسندند، خریداری می‌کنند یا تصمیم دارند بخرند نسبت به آن‌های که نسبت به برند بی‌تفاوت هستند خیلی زیاد است. این حقیقت در حوزه تحقیقات بازاریابی کاربرد نیز دارد، چون هرگونه تحلیل پسا بازاریابی از تغییر در رویه یا رفتار خریداری افرادی که از بازاریابی آگاهی دارند و افرادی که آگاهی ندارند کامل نخواهد بود، مگر این که تفاوت‌های قبل از بازاریابی در این تحقیق مدنظر گرفته شود. روش‌های از تحقیقات بازاریابی که طرح طولی را بکار می‌گیرند احتمالاً قادر خواهند بود تا ادراک گزینشی را به‌گونه بهتری در محاسبات خود مدنظر قرار دهند.
ادراک گزینشی بر دو نوع است:
- سطح پایین - یعنی هوشیاری ادراکی[ب]
- سطح بالا - یعنی دفاع ادراکی[پ]